# Kaleo
Kaleo est un groupe de folk et rock islandais, formé en 2012. 
Ses membres actuels sont Jökull Júlíusson (voix et guitare), Davíð Antonsson (percussions et voix), Daníel Ægir Kristjánsson (basse), Rubin Pollock (guitare et voix) et Þorleifur Gaukur Davíðsson (harmonica et guitare pedal steel).
Kaleo a sorti quatre albums studio, Kaleo (2013), A/B (en) (2016), Surface Sounds (2021) et MIXED EMOTIONS (2025), ainsi qu'un EP, Glasshouse (2013).
« Kaleo » signifie « le son » en hawaïen.

## Histoire

### Les débuts (2012-2013)
Jökull Júlíusson (dit « JJ »), Davíð Antonsson et Daníel Ægir Kristjánsson sont meilleurs amis depuis leur rencontre à l'école primaire de Mosfellsbær dans la banlieue proche de Reykjavik et jouent ensemble de la musique depuis leurs 17 ans, exerçant chacun les postes qu'ils occupent encore à ce jour, à savoir dans l'ordre : leader guitariste et chanteur principal, percussionniste et chœur ainsi que bassiste.
Ce n'est qu'en 2012 que le groupe se forme à la suite de l'arrivée dans la formation du guitariste soliste Rubin Pollock. D'après le groupe, bien qu'il se présente comme un groupe de rock, leur musique ne se limite pas à ce genre. Ils souhaitent explorer une palette plus large, gardant néanmoins comme ligne directrice une nette influence des genres américains tels que le blues, la folk, la country et bien-sûr, le rock :
Nous n'aimons pas nous limiter à un seul genre, même si nous nous présentons comme un groupe de rock'n'roll. Dans cet album (Kaleo), nous passons directement du rock agressif à la douce ballade mélodique.
Glass House serait le premier morceau rock composé par le groupe :
En juin 2012, J.J (Jökull Júlíusson) a acheté son premier ampli. Il est venu immédiatement au garage de David (Davíð Antonsson, le batteur du groupe) pour le brancher. Avant ça, il n'avait joué que sur des guitares acoustiques. Avec ce nouveau son est arrivé un nouveau morceau et, en seulement quinze minutes, Glass House était grossièrement terminé.
Ce serait en novembre 2012, lors d'une longue jam dans la campagne islandaise, que le groupe se serait mis d'accord sur leur identité rock. Par ailleurs, c'est lors de cette jam qu'auraient été composés les morceaux Rock'N'Roller et Fool, effectivement très orientés rock
C'est ce même mois, en novembre 2012, que le groupe fait sa première apparition publique majeure au festival Iceland Airwaves Music. Ils ont gagné en popularité après que leur reprise de la chanson Vor í Vaglaskógi, classique de variété islandaise de Vilhjálmur Vilhjálmsson, a été largement diffusée par la radio islandaise Rás 2 et est apparue dans la liste top 10 de la station. Cette chanson est également apparue dans le premier épisode de la série télévisée Trapped en 2015. C'est fin 2012 que le groupe signe sous le label Sena, à la fois plus important label et agent commercial islandais exerçant également en tant que maison d'édition, producteur audiovisuel et vidéoludique.

### Le premier album:Kaleo(2013)
Un an plus tard, en 2013, sort leur tout premier album, Kaleo. Il a été enregistré dans les studios Aeronaut de Reykjavik. L'album s'ouvre sur une version de l'hymne national islandais Ísland Er Land Þitt à la guitare électrique sursaturée, une probable référence à Jimi Hendrix, qui jouait en 1969, au festival Woodstock, une version similaire de Star Spangled Banner, utilisant l'effet larsen pour salir l'hymne national américain en protestation contre l'implication de son gouvernement dans la guerre du Vietnam. Jökull Júlíusson s'impose comme le directeur artistique de l'album. Il compose à lui seul la grande majorité des morceaux et écrit les paroles. Seules les chansons Broken Bones, cocomposée et coécrite par le guitariste soliste Rubin Pollock, I Walk On Water, cocomposée et coécrite par le batteur Davíð Antonsson, et Rock'N'Roller, coécrite par Davíð Antonsson, feront exceptions. Bien-sûr, les deux morceaux traditionnels de l'album, Ísland Er Land Þitt et Vor í Vaglaskógi ne sont ni composés ni écrits par Jökull Júlíusson qui n'apportera que son arrangement instrumental. L'album est un beau succès en Islande. Il se hisse rapidement disque d'or et cinq de ses morceaux atteignent la première place, ce qui amènera le groupe à sa première tournée européenne. Les morceaux Glass House, Broken Bones et Automobile seront réenregistrés afin de figurer dans la tracklist du deuxième album, A/B, sorti en 2016. La reprise de Vor í Vaglaskógi, qui fait également partie du deuxième album, sera quant à elle intégrée telle qu'elle figure sur le premier album. La chanson I Walk On Water sera elle aussi réutilisée, mais cette fois-ci dans le troisième album, Surface Sounds, sorti en avril 2021. La raison de ces réemplois, presque la moitié du premier album, reste à définir. Il est néanmoins possible qu'après le passage du groupe sous le label Elektra, possédé par Atlantic Records, début 2015, ces derniers aient choisi d'effacer ce premier album islandais qui ne figure depuis lors sur aucune plateforme de streaming et demeure introuvable en support physique sur les sites d'achat non-spécialisés.

### Transition vers les États-Unis (2014-2015)
En 2014, le groupe attire l'attention quand leur single All the Pretty Girls dépasse les 23 millions d'écoutes sur Spotify.
Début 2015, Kaleo signe avec Atlantic Records et s'installe à Austin (Texas) afin d'enregistrer leur prochain album. Pendant l'année 2015, Kaleo attire l'attention aux États-Unis. Leur performance au South by Southwest (SXSW) en 2015 recueille les critiques positives de la presse. Ils apparaissent notamment dans la liste des « 40 groupes à écouter » de Esquire. All the Pretty Girls a atteint la neuvième place du classement des Chansons Adultes Alternatives de Billboard.
En août 2015, Kaleo sort le single Way Down We Go. La chanson apparait dans la série  NCIS Enquête Spéciale Saison 16 Episode 22, Blindspot, dans la bande originale de FIFA 16, dans l'épisode final de la saison 5 de Suits, dans la bande-annonce de la saison 4 de la série Orange Is the New Black ainsi que dans la bande-annonce du film Logan sorti en 2017 . Aux États-Unis, la chanson atteint la 8e place du classement des Chansons Adultes Alternatives, et la 9e place des Hot Rock Songs. Ce morceau demeure le plus grand succès critique et commercial du groupe. En 2017, le groupe est également nommé aux Grammy Awards de la meilleure performance rock pour le single No Good, sorti en 2015 et accompagnant la promotion de la série Vinyl produite par Martin Scorsese et dont la direction musicale a été confiée à Mick Jagger pour HBO. Le morceau fait par ailleurs partie de la bande originale de la série. Kaleo assurera, à l'automne 2015, la première partie du chanteur australien Vance Joy lors de sa tournée Dream Your Life Away.

### Deuxième album et succès mondial:A/B(2016-2020)
À la suite de la sortie du dernier single précédant la sortie de l'album, I Can't Go On Without You, le 18 février 2016, leur deuxième album intitulé A/B, sort le 10 juin 2016. L'album se hisse rapidement à la 16ème place du Billboard 200. Suivra une première tournée américaine et européenne entre le 26 septembre à Atlanta et le 30 novembre à Amsterdam, The Handprint Tour. Le nom de cette tournée, « l'empreinte de la main » en français, fait référence à la pochette de l'album qui représente les quatre empreintes des mains droites des membres du groupe. Une deuxième tournée, The Express Tour, débutera le 25 août 2017 à Anaheim et sera prolongée jusqu'au 16 décembre à Thessalonique. C'est au cours de cette tournée que les membres du groupe auront l'occasion de rencontrer leurs idoles et inspirateurs les plus importants : The Rolling Stones. Ils assureront en effet la première partie du groupe de rock'n'roll mythique le 9 septembre à Hambourg (première date de la tournée des Stones), le 12 septembre à Munich et le 16 septembre à Spielberg, lors de leur tournée No Filter.

## Style musical
Kaleo est influencé par la musique folk, blues, et les classiques rock tout en gardant un style très alternatif du rock garage des années 2000.

## Membres
Le groupe est constitué de :
Formation originale depuis 2012 :
- Jökull Júlíusson - Voix et guitare
- Davíð Antonsson - Percussions et voix
- Daníel Ægir Kristjánsson - Basse
- Rubin Pollock - Guitariste, Guitariste soliste

Avec depuis 2018 :
- Þorleifur Gaukur Davíðsson - Harmonica, bongos, clavier, guitare pedal steel

## Discographie

### EP
- 2013 : Glasshouse

### Singles
| Titre                     | Année | Meilleure place dans les charts | Meilleure place dans les charts | Meilleure place dans les charts | Meilleure place dans les charts | Meilleure place dans les charts | Meilleure place dans les charts | Meilleure place dans les charts | Meilleure place dans les charts | Album          |
| Titre                     | Année | CAN                             | CAN Rock                        | US Alt.                         | US Main. Rock                   | US AAA                          | US Rock Air.                    | US Rock                         | FR                              | Album          |
| ------------------------- | ----- | ------------------------------- | ------------------------------- | ------------------------------- | ------------------------------- | ------------------------------- | ------------------------------- | ------------------------------- | ------------------------------- | -------------- |
| Vor í Vaglaskógi          | 2013  | —                               | —                               | —                               | —                               | —                               | —                               | —                               | —                               | Kaleo          |
| Rock n' Roller            | 2013  | —                               | —                               | —                               | —                               | —                               | —                               | —                               | —                               | Kaleo          |
| Glass House               | 2013  | —                               | 35                              | —                               | —                               | —                               | —                               | —                               | —                               | Kaleo          |
| Automobile                | 2013  | —                               | —                               | —                               | —                               | —                               | —                               | —                               | —                               | Kaleo          |
| Broken Bones              | 2013  | —                               | —                               | —                               | —                               | —                               | —                               | —                               | —                               | Kaleo          |
| I Walk On Water           | 2014  | —                               | —                               | —                               | —                               | —                               | —                               | —                               | —                               | Kaleo          |
| All the Pretty Girls      | 2014  | —                               | —                               | —                               | —                               | 9                               | —                               | —                               | —                               | A/B            |
| Way Down We Go            | 2015  | 95                              | 8                               | 6                               | —                               | 8                               | 9                               | 19                              | 4                               | A/B            |
| No Good                   | 2015  | —                               | 3                               | —                               | 17                              | —                               | 46                              | —                               | —                               | A/B            |
| I Can't Go On Without You | 2016  | —                               | —                               | —                               | —                               | —                               | —                               | —                               | —                               | A/B            |
| I Want More               | 2020  | —                               | —                               | 18                              | —                               | 6                               | —                               | —                               | —                               | Surface Sounds |
| Break My Baby             | 2020  | —                               | —                               | 11                              | —                               | —                               | —                               | —                               | —                               | Surface Sounds |
| Alter Ego                 | 2020  | —                               | —                               | —                               | —                               | —                               | —                               | —                               | —                               | Surface Sounds |
| Backbone                  | 2020  | —                               | —                               | —                               | —                               | —                               | —                               | —                               | —                               | Surface Sounds |
| Skinny                    | 2021  | —                               | —                               | —                               | —                               | —                               | —                               | —                               | —                               | Surface Sounds |
| Lonely Cowboy             | 2024  | —                               | —                               | —                               | —                               | —                               | —                               | —                               | —                               | MIXED EMOTIONS |
| Rock N Roller             | 2024  | —                               | —                               | —                               | —                               | —                               | —                               | —                               | —                               | MIXED EMOTIONS |
| Sofðu Unga Ástin Mín      | 2024  | —                               | —                               | —                               | —                               | —                               | —                               | —                               | —                               | MIXED EMOTIONS |
| USA Today                 | 2024  | —                               | —                               | —                               | —                               | —                               | —                               | —                               | —                               | MIXED EMOTIONS |
| Back Door                 | 2024  | —                               | —                               | —                               | —                               | —                               | —                               | —                               | —                               | MIXED EMOTIONS |

## Tournées
- Première partie de Vance Joy en automne 2015[15].
- Tournée Handprint Tour en automne 2016[18]
- Première partie des Rolling Stones en Septembre 2017 à Hambourg, Munich, et Spielberg[20].
- Tournée express en automne 2017[23].